# Ganbare Goemon: Kirakira dōchū
Ganbare Goemon: Kirakira dōchū - Boku ga dancer ni natta wake (がんばれゴエモン きらきら道中 僕がダンサーになった理由, Ganbare Goemon: Kirakira dōchū - Boku ga dansā ni natta wake) est un jeu vidéo de plates-formes - action développé et édité par Konami fin 1995 exclusivement au Japon sur Super Famicom. Il fait partie de la série Ganbare Goemon.

## Système de jeu
Ganbare Goemon 4 contient un mode histoire qui comprend quatre planètes, où chaque personnage possède le sien, par conséquent quatre personnages. Les personnages, comme dans les épisodes précédents, sont dotés de leur propre arme et de leurs propres caractéristiques. Le personnage de Sasuke peut notamment s'accrocher aux murs et Yae, se transformer en sirène. Le jeu conserve un mode à deux joueurs simultanément. L'affrontement du boss se déroule en mini-jeu.